# NGC 1485
NGC 1485 је спирална галаксија у сазвежђу Жирафа која се налази на NGC листи објеката дубоког неба.
Деклинација објекта је + 70° 59' 48" а ректасцензија 4h 5m 3,4s. Привидна величина (магнитуда) објекта NGC 1485 износи 12,8 а фотографска магнитуда 13,6. NGC 1485 је још познат и под ознакама UGC 2933, MCG 12-4-10, CGCG 327-14, IRAS 03598+7051, PGC 14432.